# Hotel Habakuk, Maribor
Hotel Habakuk je eden izmed hotelov s 4 zvezdicami superior v Sloveniji.

## Zgodovina
Leta 1974 je hotel Habakuk prejel svojo prvo podobo in vse od takrat je ohranil dobro ime ter dvakrat spremenil svoj videz. Napredek je družbi leta 1990 prineslo odkritje hipotermomineralne vode v Stražunskem gozdu, temperature 40-44 stopinj Celzij. Voda priteče iz globine 800 do 1.400 metrov in je polna mineralnih in rudninskih snovi. Vsako jutro jo dostavijo v hotel ter z njo napolnijo hotelske bazene. Po odkritju termalne vode se je pojavila potreba po prenovi hotela Habakuk. Stare temelje leta 1994 zamenjajo z novimi (prvič prenovljen hotel odpre vrata leta 1998). Kmalu po prenovitvi povečajo nastanitveno kapaciteto, dodajo Kongresno-pripreditveni in Wellness & Spa center. Leta 1999 je hotel dobil peto zvezdico. 13. oktobra 2001 je hotel prejel Maison de Qualite, visoko mednarodno hotelirsko priznanje.
28. maja 2002 je sledilo odprtje novega Kongresno-prireditvenega centra ter kasneje še oprtje novega Wellness & Spa centra.

## Ponudba
Hotel nudi 98 dvoposteljnih sob, 6 suite in 1 predsedniški apartma. V sklopu hotela se nahajajo še Kongresni center Habakuk, Wellness & Spa Center - Hotel Habakuk,1 restavracijo, zimski vrt, sladki butik, Diplomatski klub, fitnes center, ...